# Frederik Wieder

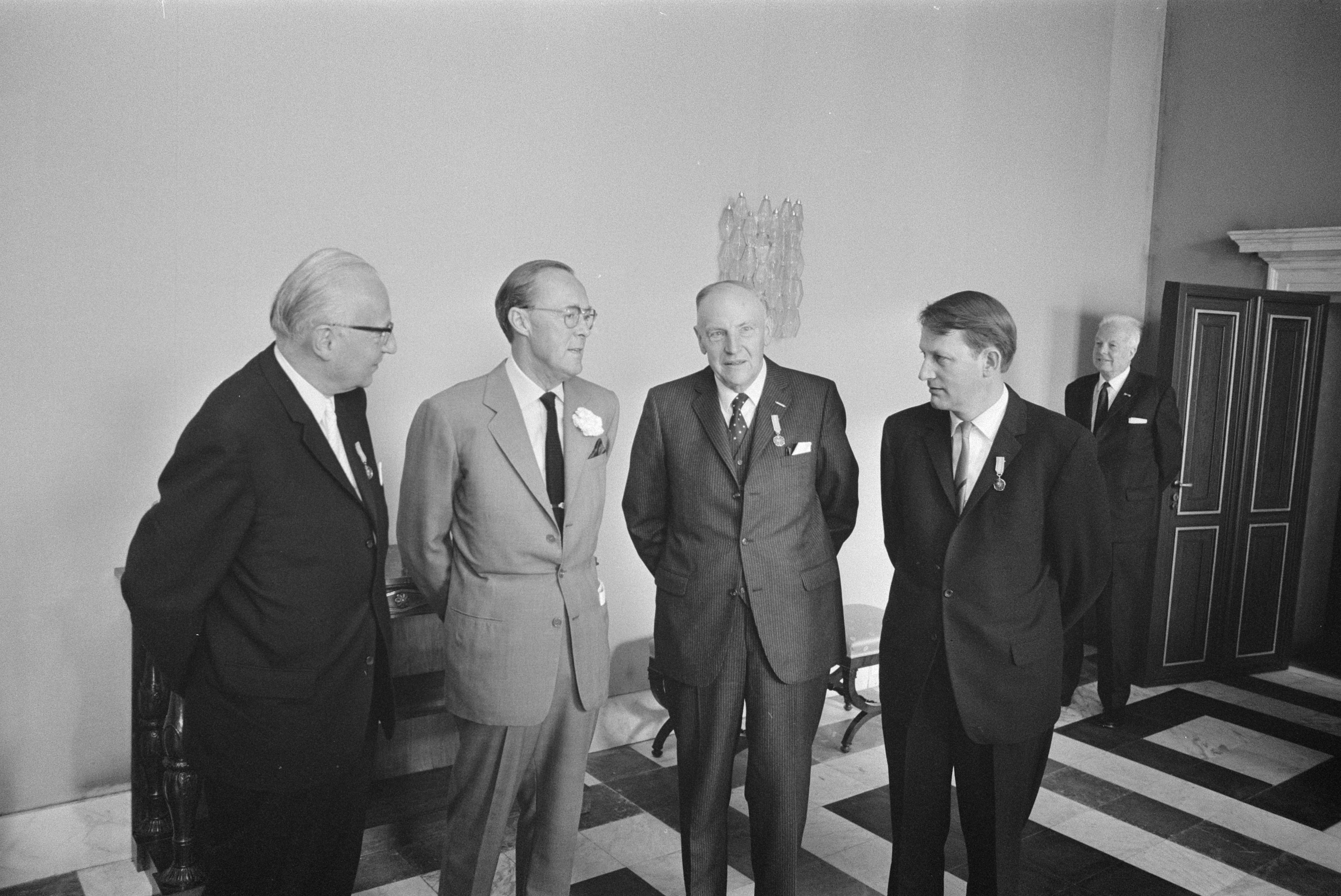
F.C. Wieder (uiterst links) krijgt zilveren anjer (1971)

Frederik Casparus Wieder (jr.) (Amsterdam, 24 juni 1911 - Wassenaar, 16 januari 1987) was een Nederlands ondernemer.
Hij was zoon van Dorothé Constance Arnoldina Weehuizen en Frederik Casparus Wieder. Vader was bibliothecaris, later directeur, van de Universiteitsbibliotheek van Universiteit Leiden en president-commissaris van N.V. Brill. Junior was sinds 1951 getrouwd met Johanna Hermina de Ferrante (1922-2022), directiesecretaresse bij Brill.
Wieder was jarenlang verbonden aan de N.V. Boekhandel en Drukkerij voorheen E.J. Brill (al sinds jaren dertig) in Leiden. Hij er werd er door promoties adjunct-directeur (1949), directeur (1958-1979 en 1980-1981) en ten slotte commissaris. 
In 1971 kreeg hij de Zilveren Anjer opgespeld vanwege zijn werk bij het verzamelen, bewaren en rijvaardig maken van stoomtrams. Zo was hij enige tijd voorzitter van de stichting achter de Museumstoomtram Hoorn-Medemblik en was oprichter van de Tramweg Stichting. Hij werd in 1972 benoemd tot officier in de Orde van Oranje Nassau.
Wieder was tevens fervent schaker, was onder meer bestuurslid van Schaakvereniging Daniël Noteboom. Hij overleed op 76-jarige leeftijd en werd in besloten kring begraven.